# Murwater Ramblers
Die Murwater Ramblers war eine österreichische Jazzband des Hot Jazz, die 60 Jahre bestand. Stilistisch orientierte sich die Gruppe anfangs am New Orleans Jazz, dann am Chicago-Jazz; später öffneten sich die Musiker dem Mainstream Jazz.

## Geschichte
Die Murwater Ramblers entstanden 1957 in Graz aus der Verschmelzung zweier am Dixieland-Revival interessierter Schüler- und Studentenbands. Der Name leitet sich von einem selbstgebrauten Getränk eines der Mitglieder ab, das „Murwater“ genannt wurde.
In den 1960er Jahren spielten die Murwater Ramblers vor allem im Grazer Jazzkeller und im Forum Stadtpark; ab 1961 gab es mit Les Cinq eine Ausgründung, die den Modern Jazz erkundete. Nach einer Pause ab Mitte der 1960er Jahre konstituierte sich Anfang der 1970er Jahre die Gruppe neu.
Später absolvierten die Murwater Ramblers zahlreiche Konzerte im In- und Ausland und nahmen an Jazzfestivals in Wien, Velden, Dresden und Marburg teil. 1982 wurde in Graz ein Galakonzert zum 25-jährigen Bandjubiläum mit Sandra Wells und Oscar Klein als Gästen veranstaltet. Die Band trat in den Folgejahren häufiger im Royal Garden Jazz Club auf.
Die Gründungsmitglieder Peter Ulbrich (Klarinette, Saxophon), Manfred Rasch (Posaune) und Wilhelm Haberler (Schlagzeug) waren noch 2017 Mitglieder der Band. Der gehörten im Laufe ihres Bestehens weiterhin Musiker wie Dieter Glawischnig, Peter Herbert, Franz Kerschbaumer, Friedrich Körner, Stjepko Gut, André Jeanquartier, Dieter Gypser, Burschi Wachsmann, Helmut Staral und Helmut Schenker an, aber auch der Maler Peter Pongratz und der Schriftsteller Gunter Falk. Seit den 1990er Jahren trat die Gruppe als Sextett mit Eduard Holnthaner (Trompete), Manfred Rasch (Posaune), Peter Ulbrich (Klarinette), Werner Radzik (Klavier), Ewald Oberleitner (Bass) und Wilhelm Haberler (Schlagzeug) auf, häufig mit Sänger Maurizio Nobili.

## Diskographische Hinweise
- Jelly Roll in Our Soul (50 Years Murwater Ramblers) (Extraplatte 2007, mit Edi Holnthaner, Manfred Rasch, Peter Ulbrich, Werner Radzik, Ewald Oberleitner, Willi Haberler, Maurizio Nobili)
- More Water (1999, mit Maurizio Nobili)
- Ich will eine schöne Frau (1996 mit Anna Lauvergnac)
- The Murwater Ramblers ft. Sandra Wells (1983)